# Piratenpartei Schleswig-Holstein
Die Piratenpartei Schleswig-Holstein ist der Landesverband der Piratenpartei Deutschland in Schleswig-Holstein. Landesvorsitzender ist Jonas Wessel.

## Geschichte
Der Landesverband wurde am 16. Dezember 2007 auf Fehmarn gegründet. Bei der Landtagswahl in Schleswig-Holstein 2009 scheiterte er mit 1,8 Prozent an der Fünf-Prozent-Hürde. Mit der vorzeitigen Wahl im Mai 2012 gelang der Partei mit 8,2 Prozent der Einzug in den Schleswig-Holsteinischen Landtag.
Im Landtag kam es 2012 zu Auseinandersetzungen zwischen der Piratenfraktion und den restlichen im Parlament vertretenen Parteien, nachdem die Piraten sich aus Transparenzgründen nicht an eine mündliche Absprache zur Vertraulichkeit der Ältestenratssitzungen halten wollten. Sämtliche Parteien mit Ausnahme der Piraten legten daraufhin einen Antrag zur Verschärfung der Richtlinien bei geheim tagenden Gremien vor. Zudem sollen die Nutzung von Laptops, das Telefonieren, Fotografieren, Filmen und Anfertigen von Tonaufnahmen im Landtag verboten werden. Abgeordnete der Piratenfraktion demonstrierten gegen das Vorhaben, indem sie in der folgenden Sitzung Schreibmaschinen nutzten. Außerdem kündigte die Fraktion eine Verfassungsklage an. Letztlich erreichten die Piraten, dass der Ältestenrat seit Ende 2012 Ergebnisprotokolle seiner Sitzungen veröffentlicht und Laptops zugelassen bleiben.

## Programmatik

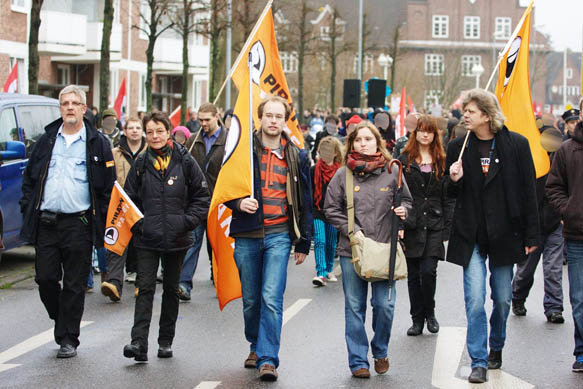
Piraten aus Schleswig-Holstein bei einer Demo gegen Rechtsextremismus am 21. November 2009 in Husum
(Dudda (li.); Beer (2.v.li.))

Der Landesverband betrachtet Transparenz und Bürgerrechte, Umwelt- und Verbraucherschutz, Mitbestimmung und Teilhabe sowie die Digitale Revolution und Datenschutz als Leitlinienthemen.

## Sitze im Landtag
Bei der Landtagswahl 2012 erhielt die Partei sechs Sitze im Parlament, die laut Liste des Landesverbandes mit folgenden Kandidaten besetzt wurden:
- Torge Schmidt
- Wolfgang Dudda
- Uli König
- Patrick Breyer
- Sven Krumbeck
- Angelika Beer

Bei der Landtagswahl 2017 erhielt die Piratenpartei nur noch 1,2 % der Zweitstimmen und damit 7 % weniger als noch 2012. Infolgedessen verfehlte sie den Wiedereinzug in den Landtag.

## Landesparteitage
| Datum                  | Ort              | Themen                                                                                  |
| ---------------------- | ---------------- | --------------------------------------------------------------------------------------- |
| 14. Dezember 2008      | Kiel             | Neuwahl von Vorstand, Schiedsgericht und Rechnungsprüfern und programmatische Anträge   |
| 16. August 2009        | Kiel             |                                                                                         |
| 13. Dezember 2009      | Lübeck           | Neuwahl von Vorstand, Schiedsgericht und Rechnungsprüfern                               |
| 11. Juli 2010          | Neumünster       |                                                                                         |
| 9. Januar 2011         | Rendsburg        | Wahlprogramm für die Landtagswahl 2012                                                  |
| 27. März 2011          | Lübeck           | Wahlprogramm für die Landtagswahl 2012                                                  |
| 19. Juni 2011          | Kiel             | Neuwahl von Vorstand, Schiedsgericht und Rechnungsprüfern                               |
| 9. Oktober 2011        | Kiel             | Wahlprogramm und Aufstellung der Listen- und Direktkandidaten für die Landtagswahl 2012 |
| 15. Januar 2012        | Neumünster       | Abschluss des Wahlprogramms für die Landtagswahl 2012                                   |
| 24. Juni 2012          | Flensburg        | Neuwahl von Vorstand, Schiedsgericht und Rechnungsprüfern                               |
| 13./14. Oktober 2012   | Henstedt-Ulzburg | Nachwahlen für den Vorstand und das Schiedsgericht                                      |
| 13./14. März 2013      | Neumünster       | Parteiprogrammerweiterung, Schwerpunkt Bildung                                          |
| 22./23. Juni 2013      | Neumünster       |                                                                                         |
| 9. November 2013       | Neumünster       |                                                                                         |
| 14./15. Juli 2014      | Henstedt-Ulzburg |                                                                                         |
| 25. Oktober 2014       | Neumünster       |                                                                                         |
| 14./15. März 2015      | Neumünster       |                                                                                         |
| 12./13. September 2015 | Neumünster       |                                                                                         |
| 30./31. Januar 2016    | Neumünster       |                                                                                         |
| 16./17. Juli 2016      | Neumünster       | Wahlprogramm zur Landtagswahl in Schleswig-Holstein 2017                                |
| 8./9. Oktober 2016     | Kiel             |                                                                                         |
| 21. Januar 2017        | Neumünster       |                                                                                         |
| 21. Mai 2017           | Neumünster       |                                                                                         |
| 15. Juli 2017          | Neumünster       | Neuwahl des Vorstands                                                                   |
| 25. November 2018      | Neumünster       | Neuwahl des Vorstands, Landesschiedsgericht und Kassenprüfer                            |
| 5. April 2019          | Neumünster       |                                                                                         |
| 24. November 2019      | Neumünster       | Neuwahl des Vorstandes und Rechnungsprüfer                                              |
| 19. September 2020     | Ehndorf          | Neuwahl des Vorstandes                                                                  |
| 14./15. August 2021    | Eggebek          | Neuwahl des Vorstandes & Anträge                                                        |
| 2. Oktober 2021        | Kiel             | Aufstellungsversammlung zur Landtagswahl 2022                                           |
| 20./21. August 2022    | Eggebek          | Neuwahl des Vorstandes                                                                  |
| 2./3. September 2023   | Eggebek          | Neuwahl des Vorstandes                                                                  |
| 31. August 2024        | Neumünster       | Neuwahl des Vorstandes und Aufstellungsversammlung zur Bundestagswahl 2025              |